# Saison 2017 de l'équipe cycliste Nippo-Vini Fantini
La saison 2017 de l'équipe cycliste Nippo-Vini Fantini est la dixième de cette équipe.

## Préparation de la saison 2017

### Sponsors et financement de l'équipe

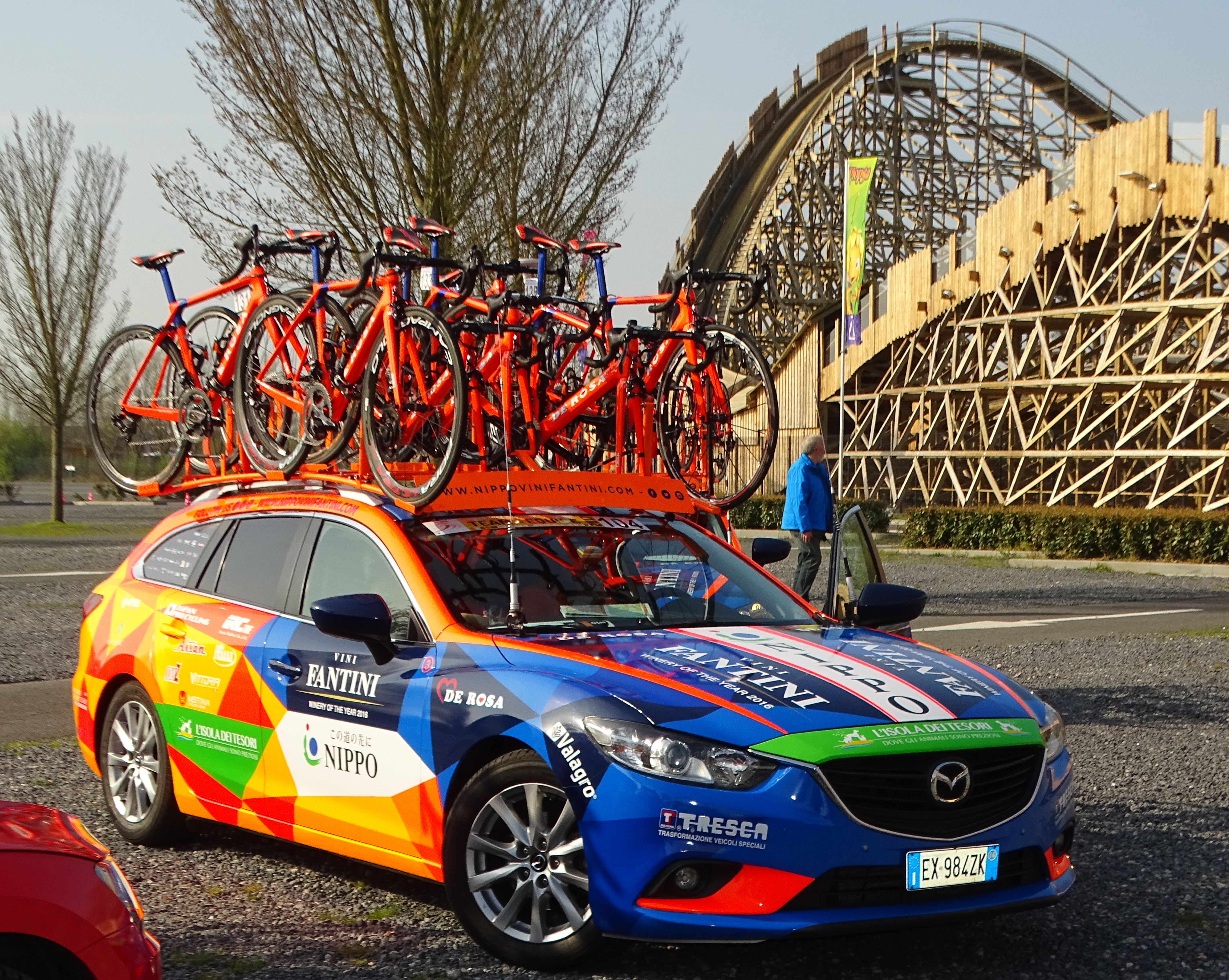
Véhicule de l'équipe lors des Trois Jours de La Panne.

### Arrivées et départs
| Arrivées         | Équipe 2016                  |
| ---------------- | ---------------------------- |
| Julián Arredondo | Trek-Segafredo               |
| Nicola Bagioli   | Zalf Euromobil Désirée Fior  |
| Marco Canola     | UnitedHealthcare             |
| Masakazu Ito     | Aisan Racing                 |
| Marino Kobayashi | Kuota-Construcciones Paulino |
| Alan Marangoni   | Cannondale-Drapac            |
| Hideto Nakane    | Aisan Racing                 |
| Ivan Santaromita | Skydive Dubai-Al Ahli Club   |
| Kōhei Uchima     | Bridgestone Anchor           |

| Départs            | Équipe 2017    |
| ------------------ | -------------- |
| Grega Bole         | Bahrain-Merida |
| Daniele Colli      |                |
| Manabu Ishibashi   |                |
| Antonio Nibali     | Bahrain-Merida |
| Antonio Viola      | retraite       |
| Genki Yamamoto     | Kinan          |
| Gianfranco Zilioli |                |

## Coureurs et encadrement technique

### Effectif
| Cycliste             | Date de naissance | Nationalité | Équipe 2016                  |  |
| -------------------- | ----------------- | ----------- | ---------------------------- |  |
| Julián Arredondo     | 30 juillet 1988   | Colombie    | Trek-Segafredo               |  |
| Nicola Bagioli       | 19 février 1995   | Italie      | Zalf Euromobil Désirée Fior  |  |
| Giacomo Berlato      | 5 février 1992    | Italie      | Nippo-Vini Fantini           |  |
| Alessandro Bisolti   | 7 mars 1985       | Italie      | Nippo-Vini Fantini           |  |
| Marco Canola         | 26 décembre 1988  | Italie      | UnitedHealthcare             |  |
| Damiano Cunego       | 19 septembre 1981 | Italie      | Nippo-Vini Fantini           |  |
| Pierpaolo De Negri   | 5 juin 1986       | Italie      | Nippo-Vini Fantini           |  |
| Iuri Filosi          | 17 janvier 1992   | Italie      | Nippo-Vini Fantini           |  |
| Eduard-Michael Grosu | 4 septembre 1992  | Roumanie    | Nippo-Vini Fantini           |  |
| Masakazu Ito         | 12 juin 1988      | Japon       | Aisan Racing                 |  |
| Marino Kobayashi     | 1er juillet 1994  | Japon       | Kuota-Construcciones Paulino |  |
| Yūma Koishi          | 15 septembre 1993 | Japon       | Nippo-Vini Fantini           |  |
| Kazushige Kuboki     | 6 juin 1989       | Japon       | Nippo-Vini Fantini           |  |
| Alan Marangoni       | 16 juillet 1984   | Italie      | Cannondale-Drapac            |  |
| Nicolas Marini       | 29 juillet 1993   | Italie      | Nippo-Vini Fantini           |  |
| Hideto Nakane        | 2 mai 1990        | Japon       | Aisan Racing                 |  |
| Ivan Santaromita     | 30 avril 1984     | Italie      | Skydive Dubai-Al Ahli Club   |  |
| Riccardo Stacchiotti | 8 novembre 1991   | Italie      | Nippo-Vini Fantini           |  |
| Kōhei Uchima         | 8 novembre 1988   | Japon       | Bridgestone Anchor           |  |

## Bilan de la saison

### Victoires
| Date       | Course                            | Pays     | Classe | Vainqueur            |
| ---------- | --------------------------------- | -------- | ------ | -------------------- |
| 01/04/2017 | Volta Limburg Classic             | Pays-Bas | 1.1    | Marco Canola         |
| 07/05/2017 | Grand Prix de Lugano              | Suisse   | 1.HC   | Iuri Filosi          |
| 22/05/2017 | 2e étape du Tour du Japon         | Japon    | 2.1    | Marco Canola         |
| 23/05/2017 | 3e étape du Tour du Japon         | Japon    | 2.1    | Marco Canola         |
| 25/05/2017 | 5e étape du Tour du Japon         | Japon    | 2.1    | Marco Canola         |
| 25/06/2017 | Championnat de Roumanie sur route | Roumanie | CN     | Eduard-Michael Grosu |
| 09/07/2017 | 4e étape du Sibiu Cycling Tour    | Roumanie | 2.1    | Eduard-Michael Grosu |
| 21/07/2017 | 6e étape du Tour du lac Qinghai   | Japon    | 2.HC   | Damiano Cunego       |
| 28/07/2017 | 12e étape du Tour du lac Qinghai  | Japon    | 2.HC   | Nicolas Marini       |
| 06/07/2017 | 7e étape du Tour de l'Utah        | Japon    | 2.HC   | Marco Canola         |
| 11/10/2017 | 1re étape du Tour du lac Taihu    | Chine    | 2.1    | Nicolas Marini       |
| 22/10/2017 | Japan Cup                         | Japon    | 1.HC   | Marco Canola         |

### Résultats sur les courses majeures
Les tableaux suivants représentent les résultats de l'équipe dans les principales courses du calendrier international dans lesquelles l'équipe bénéficie d'une invitation (les cinq classiques majeures et les trois grands tours). Pour chaque épreuve est indiqué le meilleur coureur de l'équipe, son classement ainsi que les accessits glanés par Nippo-Vini Fantini sur les courses de trois semaines.

#### Classiques
| Classique            | Milan-San Remo | Tour des Flandres | Paris-Roubaix | Liège-Bastogne-Liège | Tour de Lombardie |
| -------------------- | -------------- | ----------------- | ------------- | -------------------- | ----------------- |
| Coureur (classement) |                |                   |               |                      |                   |

#### Grands tours
| Grand tour           | Tour d'Italie | Tour de France | Tour d'Espagne |
| -------------------- | ------------- | -------------- | -------------- |
| Coureur (classement) |               |                |                |
| Accessits            |               |                |                |